# Andrew Lawrence (comediante)
Andrew Lawrence es un comediante británico que trabaja en monólogos, radio y televisión.

## Primeros años y educación
Lawrence asistió a la Tiffin School y a la Universidad de St Andrews, donde comenzó su carrera de stand up en una noche de comedia habitual.

## Carrera

### Teatro
El debut universitario de Lawrence le llevó a aparecer en el Edinburgh Fringe; quedó subcampeón en el concurso So You Think You're Funny de 2003. Más tarde, ganó el Amused Moose Starsearch, York Comedy Festival New Act of the Year Competition de la BBC en 2004.
Presentó su primer espectáculo de comedia de una hora de duración en el festival Fringe de Edimburgo de 2006, titulado How to Butcher your Loved Ones. Fue nominado al premio if.comeddie (como se le conoció sólo ese año) como Mejor Actor Revelación. Su programa en la edición del Fringe de 2007, Social Leprosy For Beginners & Improvementrs, fue nominado para el premio principal if.comedy.
Además de realizar giras por el Reino Unido, Lawrence ha actuado en el extranjero en el Just For Laughs Montreal Festival Showcase y en el Festival Internacional de Comedia de Melbourne.

### Radio y televisión
Lawrence ha aparecido en numerosos programas de radio y televisión, principalmente como artista de stand up. También ha aparecido en televisión como actor cómico, interpretando al constructor Marco en la comedia de televisión de la BBC Ideal. Ha escrito e interpretado cuatro series para BBC Radio 4, la más reciente la comedia de situación de 2015 There Is No Escape.

### Reasons to Kill Yourself
En 2015 publicó su primer libro, Reasons to Kill Yourself. El libro se basa en su espectáculo teatral del mismo nombre, que trataba principalmente de cualquier cosa que le molestara y se centraba especialmente en el estado del panorama del stand up. Escribiendo para Chortle, el crítico Jay Anderson escribió que «la precisión poética y el vocabulario rancio y colorido de su stand up faltan en general, y los densos pasajes de adjetivos cada vez más venenosos se vuelven cada vez menos contundentes a medida que avanza el libro».

## Puntos de vista políticos
El 25 de octubre de 2014, Lawrence escribió una extensa publicación en su página oficial de Facebook llamando la atención sobre un aumento percibido de lo que llamó «comediantes 'políticos' que hacen chistes baratos y fáciles sobre el UKIP, hasta el punto de que se vuelve aburrido y perezoso muy rápidamente» y describió a estos comediantes como «cómicos televisivos desconectados, engreídos, obsoletos y sobrepagados, con sus vidas acogedoras en sus torres de marfil del oeste de Londres, adoptando un tono altanero y moralizante, complaciendo la siempre creciente corrección política militante de la BBC». Aunque había aparecido anteriormente en varios programas de comedia en el canal, pasó a describir «programas liberales de palmadas en la espalda como Mock the Week»  como compuestos por «hombres viejos, calvos, gordos, comediantes étnicos y mujeres que se hacen pasar por comediantes, que se sientan felicitándose por lo ilustrados que están sobre el hecho de que el UKIP es ridículo y patético».
La publicación y las posteriores disputas en Twitter con otros comediantes como Dara Ó Briain y Frankie Boyle, fueron cubiertas por la prensa del Reino Unido. El 3 de octubre de 2015, comentó sobre sus creencias políticas en una publicación en su sitio web, afirmando que «He notado que varios periodistas de comedia han empezado a etiquetarme como un 'comediante de derecha'... No me suscribo a cualquier ideología política y no estoy afiliado de ninguna manera con ninguna organización política». Sin embargo, también reconoció que «ciertamente ha sido muy crítico con el resurgimiento del ala dura de izquierda en la política británica» y «crítico con la histeria de izquierda en Internet y con el establishment de izquierda en la comedia».

## Controversias
En julio de 2021, tras la derrota de la selección de fútbol de Inglaterra en la final de la Eurocopa 2020 por penales ante Italia, Lawrence tuiteó All I'm saying is the white guys scored («Solo digo que los blancos anotaron»), en referencia al color de piel de los jugadores que habían marcado en la tanda de penales. Después de una reacción negativa, retuiteó su tuit original, afirmando I can see that this has offended a lot of people, and I'm sorry that black guys are bad at penalties («Puedo ver que esto ha ofendido a mucha gente, y lamento que los negros sean malos en los penales»). Tras el incidente, varios lugares cancelaron sus próximos espectáculos y denunciaron públicamente sus comentarios como racistas. Su agente también lo despidió.

## Créditos de radio y televisión

### Televisión
| Año     | Título                              | Papel            | Canal     |
| ------- | ----------------------------------- | ---------------- | --------- |
| 2007–10 | Ideal                               | Marco            | BBC Three |
| 2010    | Michael MacIntyre's Comedy Roadshow | Stand up         | BBC One   |
| 2010    | Dave's One Night Stand              | Stand up         | Dave      |
| 2011    | Live at the Apolo                   | Stand up         | BBC One   |
| 2012    | Stand Up for the Week               | Artista habitual | Channel 4 |
| 2013    | John Bishop's Only Joking           | Artista habitual | Sky One   |
| 2016    | The Outcast Comic                   | Documental       | Sky Arts  |

### Radio
| Año     | Título                                                 | Papel                | Canal           |
| ------- | ------------------------------------------------------ | -------------------- | --------------- |
| 2006-07 | Shipwrecked                                            | Presentador          | Channel 4 Radio |
| 2010    | What To Do If You're Not Like Everybody Else (Serie 1) | Escritor, intérprete | BBC Radio 4     |
| 2011    | What To Do If You're Not Like Everybody Else (Serie 2) | Escritor, intérprete | BBC Radio 4     |
| 2012    | How Did We End Up Like This?                           | Escritor, intérprete | BBC Radio 4     |
| 2015    | There Is No Escape                                     | Escritor, Andrew     | BBC Radio 4     |